# Паперний Євген Васильович
Євген Васильович Паперний (3 вересня 1950, Нижня Тура, Свердловська область) — український актор театру, кіно та дубляжу. Народний артист України (1992).

## Біографія
Народився 3 вересня 1950 року у місті Нижня Тура Свердловської області.
У 1972 році закінчив Театральний інститут імені Бориса Щукіна у Москві. Був актором Київського драматичного театру імені Лесі Українки.
У 1972—1993 і 1995—1997 роках був актором Київського театру драми імені Лесі Українки. Паперний зіграв велику кількість ролей у найрізноманітніших п'єсах і жанрах.
Викладав у Національному університеті культури і мистецтв України.
Багато знімався в кіно, за часів СРСР працював над озвучуванням фільмів, озвучував персонажів мультфільмів.
Член Національної спілки кінематографістів України[джерело?].

## Родина
У 1987—1991 роках був одружений з актрисою Ольгою Сумською, від цього шлюбу має доньку, акторку Антоніну Паперну (нар. 1 червня 1990 року).
Третя дружина — Тетяна.

## Фільмографія
- 1975 — Хвилі чорного моря
- 1976 — Ати-бати, йшли солдати
- 1978 — Весільний віночок або Одіссея Іванка
- 1978 — Казка як казка
- 1979 — Пробивна людина
- 1979 — Поїзд особливого призначення
- 1980 — Від Бугу до Вісли
- 1980 — Довгі дні, короткі тижні…
- 1981 — Ніч коротка
- 1981 — Останній гейм
- 1981 — Нехай він виступить
- 1982 — Козача застава
- 1983 — Останній засіб королів
- 1983 — Три гільзи від англійського карабіну
- 1984 — Канкан в Англійському парку
- 1985 — Кармелюк
- 1985 — Ми звинувачуємо
- 1985 — За покликом серця
- 1986 — Мама, рідна, любима...
- 1987 — Вісімнадцятирічні
- 1988 — Блакитна троянда
- 1989 — Театральний сезон
- 1989 — Родина Зітарів
- 1990 — Священні чудовиська
- 1991 — Карпатське золото
- 1991 — Миленький ти мій...
- 1993 — Вперед, за скарбами гетьмана
- 1994 — Викуп
- 1995 — Острів любові
- 1995 — Акваріум
- 1995 — Геллі та Нок
- 2001 — Охоронці вади
- 2001 — Слід перевертня
- 2002 — Лялька
- 2004 — Між першою та другою
- 2004 — Пепіл Фенікса
- 2005—2007 — Запороги
- 2005, 2006, 2009 — Повернення Мухтара
- 2006 — Обережно, білявки!
- 2006 — Утьосов. Пісня завдовжки в життя
- 2008 — Стріляй, негайно!
- 2008 — Дім, милий дім!
- 2008 — Не квап кохання!
- 2008 — Тринадцять місяців
- 2009 — День переможених
- 2010 — Демони
- 2011 — Доярка з Хацапетовки-3
- 2011 — Костоправ
- 2011 — Пончик Люся
- 2011 — Заграва
- 2012 — Жіночий лікар
- 2012 — Свати-6
- 2013 — Кодекс честі-6
- 2013 — Шеф поліції
- 2016 — Жінка його мрії
- 2017 — Ментівські війни. Одеса
- 2017 — На краю кохання
- 2017 — Пелена
- 2018 — Виноград
- 2019 — Дім, який
- 2021 — Клятва лікаря

## Дублювання та озвучення українською
- Повертайся, Капітошко! — (озвучення, Київнаукфільм)

## Дублювання та озвучення російською
- Пустеля Тартарі — (російський дубляж, Кіностудія ім. Довженко)
- Тіні спекотного літа — (російський дубляж, Кіностудія ім. Довженко)
- Всі і ніхто — (російський дубляж, Кіностудія ім. Довженко)
- Джоні — (російський дубляж, Кіностудія ім. Довженко)
- Маюрі — (російський дубляж, Кіностудія ім. Довженко)
- Догори дригом — (російський дубляж, Кіностудія ім. Довженко)
- Один момент — (російський дубляж, Кіностудія ім. Довженко)
- Маленький свідок — (російський дубляж, Кіностудія ім. Довженко)
- Жертва в ім'я кохання — (російський дубляж, Кіностудія ім. Довженко)
- На вагу золота — (російське озвучення, Кіностудія ім. Довженко)
- Дорога в пекло — (російське озвучення, Кіностудія ім. Довженко)
- Зброя Зевса — (російське озвучення, Кіностудія ім. Довженко)
- Увійди в кожен будинок — (російське озвучення, Кіностудія ім. Довженко)
- Іванко і цар Поганин — (російське озвучення, Кіностудія ім. Довженко)
- Ніжність до ревучого звіра — (російське озвучення, Кіностудія ім. Довженко)
- Одіссея капітана Блада — (російське озвучення, Кіностудія ім. Горького)
- Якого дідька хочеться? — (російське озвучення, Київнаукфільм)
- Справа поручається детективу Тедді — (російське озвучення, Київнаукфільм)
- Музичні казки — (російське озвучення, Київнаукфільм)
- Хто отримає ананас? — (російське озвучення, Київнаукфільм)
- Перша зима — (російське озвучення, Київнаукфільм)
- Свара — (російське озвучення, Київнаукфільм)
- Пиріг зі сміянікою — (російське озвучення, Київнаукфільм)
- Одного разу я прийшов додому — читає текст (російське озвучення, Київнаукфільм)
- Аліса в країні чудес — (російське озвучення, Київнаукфільм)
- Аліса в задзеркаллі — (російське озвучення, Київнаукфільм)
- Лікар Айболить — (російське озвучення, Київнаукфільм)
- Крила — (російське озвучення, Київнаукфільм)
- Космічна загадка — (російське озвучення, Київнаукфільм)
- Острів скарбів — (російське озвучення, Київнаукфільм)
- Повертайся, Капітошко! — (російське озвучення, Київнаукфільм)
- Пригоди капітана Врунгеля — (російське озвучення, Київнаукфільм\Фірма Мелодія)
- Термінатор — (російський дубляж, Синхрон\Хлопушка)
- Горець 2 — (російський дубляж, Синхрон\Хлопушка)
- Нічне спостереження — (російський дубляж, Синхрон\Хлопушка)
- На гребені хвилі — (російський дубляж, Синхрон\Хлопушка)
- Усі чоловіки роблять це — (російський дубляж, Синхрон\Хлопушка)
- Сонце, що сходить — (російський дубляж, Синхрон\Хлопушка)
- Сутичка — (російський дубляж, Синхрон\Хлопушка)
- Команда Діг — (російське озвучення, Борисфен-С)
- Острів скарбів (PC-гра) — (російське озвучення, 1C\Action Forms)
- Попелюшка — Філін (російське озвучення, Мелорама Продакшн на замовлення ТК Перший канал\Інтер)
- За двома зайцями — читає текст (російське озвучення, Мелорама Продакшн на замовлення ТК Перший канал\Інтер)